# Wilhelm Lefeldt
Wilhelm Lefeldt (* 19./29. Mai 1836; † 21./23. Mai 1913) war Ingenieur, Erfinder und Maschinenbauer.
Er erfand und baute 1876 in Schöningen die Milch-Trommelzentrifuge, die heute auch als Milchzentrifuge, Milchseparator oder Milchschleuder bekannt ist. Diese Maschine trennte automatisch den Rahm von der Magermilch und hat damit die Milchverarbeitung revolutioniert. Es war die erste praktisch brauchbare Zentrifuge überhaupt und führte zu einer wesentlichen Verkürzung der Fertigungszeiten für Butter, einer Erhöhung der Butterausbeute und ermöglichte damit die industrielle Herstellung. Davor brauchte man zur Herstellung etwa zehn Tage vom Melken bis zur fertigen Butter und es war sehr mühsam und ineffektiv, außerdem konnten Milch und der Rahm während der langen Standzeiten leicht schlecht werden. Die Milchzentrifuge der Schöninger Molkereimaschinenfabrik Lefeldt und Lentsch wurde in der Industrie (z. B. zur Rübenzuckerherstellung) und in der Forschung verwendet.
Das Funktionsprinzip wurde später von Gustav de Laval aufgenommen und technisch weiterentwickelt.
Häufig wird weltweit der Name „Lefeldt“ fälschlicherweise auch ohne „t“ oder „d“ geschrieben.